# Can Mas (la Vall d'en Bas)
Can Mas és una obra de la Vall d'en Bas (Garrotxa) protegida com a bé cultural d'interès local. És un edifici civil cobert amb teulada a dues aigües.

## Descripció
La construcció original presenta algunes modificacions i es veuen dos cossos diferenciats. A la banda esquerra de la façana principal hi ha una escala de pedra que dona a una de les portes d'entrada, a mà dreta hi ha una gran galeria de fusta i una altra de més petita damunt aquella. Hi ha un afegit a la banda dreta de l'edifici original. La resta de l'edifici té escasses obertures i s'allarga vers la part de darrere, ja que hi havia 3 masoveries. Tot i les ampliacions l'edifici guarda certa harmonia.
Com les altres cases de Joanetes, es pot datar al segle xviii tot i que no hi ha cap data.